# جانيت غراهام (شاعرة)
جانيت غراهام (بالإنجليزية: Janet Graham)‏ (1723، لوكربي في المملكة المتحدة - 1 أبريل 1805، إدنبرة في المملكة المتحدة)؛ كاتِبة وشاعرة بريطانية.